# 富山県道135号富山滑川魚津線
富山県道135号富山滑川魚津線（とやまけんどう135ごう とやまなめりかわうおづせん）とは、富山県富山市と富山県魚津市を結ぶ一般県道（富山県道）である。かつての国道8号であり、滑川富山バイパス、魚津滑川バイパス、魚津バイパス開通後は一般県道となった。地元では旧国道8号、旧8（きゅうはち）と呼ばれることもある。

## 路線概要
- 起点：富山県富山市水橋市田袋（国道415号交点）
- 終点：富山県魚津市江口（国道8号交点）

## 主要橋梁
- 早月大橋

## 通過する自治体
- 富山県
  - 富山市 - 滑川市 - 魚津市

## 歴史
- 1962年（昭和37年）4月17日 - 国道8号富山市常願寺大橋 - 黒部大橋間の一部として全線開通[1]。
- 1986年（昭和61年）12月9日 - 国道8号滑川富山バイパス水橋上砂子坂 - 水橋金尾新の開通に伴い、旧国道8号の水橋市田袋 - 水橋賢田間が富山滑川線として指定される[2]。

## 主な接続道路
- 富山県道51号蓑輪滑川インター線（滑川市）
- 富山県道3号富山立山魚津線（滑川市）
- 富山県道52号石垣魚津インター線（魚津市）
- 富山県道150号魚津入善線（魚津市）